# Wilhelm Bäßmann
Wilhelm Bäßmann (* 21. März 1887 in Uetzingen; † 22. Juni 1967 in Walsrode) war ein deutscher Tierzuchtwissenschaftler.

## Leben
Wilhelm Bäßmann studierte Landwirtschaft an der Universität Jena. 1909 wurde er Mitglied des Corps Agronomia Jena. Nach Abschluss des Studiums mit dem Diplom wurde er 1912/13 Sachbearbeiter für Schaf- und Schweinezucht und 1913 Referent für Schweinezucht in der Landwirtschaftskammer der Provinz Brandenburg. Das Amt hatte er bis zum Ende des Zweiten Weltkriegs inne. Zudem war er von 1913 bis 1949 Geschäftsführer des Verbands der brandenburgischen Schweinestammzüchter, der aus dem Landesverband kurmärkischer Schweinezüchter hervorgegangen war.
Bäßmann förderte die rationelle Ausgestaltung der Organisation und Arbeitsweise der deutschen Schweinezüchtervereinigungen. Er gilt als ein Wegbereiter planmäßiger Zuchtleistungskontrollen, eines verbesserten Ausbildungssystems und von Mastleistungsprüfungen.
Der Tierzuchtwissenschaftler Friedrich Bäßmann war sein Bruder.